# Скотовата (балка)
Скотовата (балка) (рос. Б. Скотовата) — річка в Україні у Нововоронцовському районі Херсонської області. Права притока Дніпра (басейн Дніпра).

## Опис
Довжина річки приблизно 6,04 км, найкоротша відстань між витоком і гирлом — 4,85 км, коефіцієнт звивистості річки — 1,25 . Формується декількома балками та загатами.

## Розташування
Бере початок на північнній околиці села Новоолександрівка. Тече переважно на південний схід і на північно-східній околиці села Гаврилівка впаадає у річку Дніпро (Каховське водосховище).

## Притоки
- Почтовата (права).

## Цікаві факти
- Біля гирла річки розташований маєток Фальц-Фейна[2].
- Від витоку річки на західній стороні на відстані приблизно 1,08 км пролягає автошлях Т 0403[2] (автомобільний шлях територіального значення у Дніпропетровській та Херсонській областях. Пролягає територією Апостолівського, Нововоронцовського та Бериславського районів через Мар'янське — Нововоронцовку — Берислав. Загальна довжина — 98,8 км.).